# Protonraket
Protonraketten er den største raket der benyttes af den Føderale russiske rumfartsorganisation. Den har en succesrate på 98%, men da den kun opsendes fra Bajkonur Kosmodromen, kan den ikke udnytte Jordens rotationshastighed så godt, som raketter opsendt fra lavere breddegrader.

Protonraketten blev oprindeligt udviklet af Vladimir Tjelomej som et monster-ICBM, der kunne afsende 100 MT sprænghoveder 12.000 km væk. Projektet fik grønt lys i april 1962 under betegnelsen UR-500 (Pentagonkoder SL-9 og D) som en totrinsraket. Førstetrinnet består af en 21,2 m lang og 4,15 m i diameter kerne med oxidationstanken (N2O4). Kernen er omgivet af seks brændstoftanke (hydrazin), med hver sin RD-253 raketmotor. Disse brændstoftanke er boltet på kernen og hele førstetrinnet afkastes samlet. I lang tid troede Vesten at Protons førstetrin havde seks hjælperaketter, der blev afkastet individuelt. Kravet om jernbanetransport dikterede en maksimal diameter på 4,15 m og en for høj tank ville give skvulpeproblemer. Løsningen var at påsætte brændstoftankene udenom kernen, i Bajkonur.
Andettrinet er 10,9 m højt med 4,15 m i diameter. Det indeholder en brændstoftank (hydrazin) og en oxidationstank (N2O4). Nederst er der fire RD-0210 raketmotorer. I 1963 blev det besluttet at UR-500 også skulle være en løfteraket og d. 16. juli 1965 opsendte den Proton 1-satellitten. Det var en 8,4 tons tung geofysisk satellit til at opmåle Van Allen-bælterne. Sammen med Proton 2-3 gav den UR-500 sit navn. Protonraketten var 75% større end Koroljovs R-7 raket (der opsendte Vostok), men kunne kun løfte 24% mere. Samtidig med at man droppede Protons missilstatus, blev tretrins-udgaven UR-500K udviklet (Pentagonkoder SL-13 og D-1).
UR-500K's andettrin er forlænget til 14 m, med dertil hørende større tanke. Tredjetrinnet er 6,5 m højt, 4,15 m i diameter og har en RD-0212 raketmotor, der bruger hydrazin og N2O4. UR-500K kan løfte 19.750 kg til 186 km lav jordbane og har opsendt mange rumstationsmoduler. Første flyvning var 16. november 1968. For at nå den geostationære bane skal nyttelast udskiftes med ekstra rakettrin og firetrinsudgaven (Pentagonkoder SL-12 og D-1e) blev færdigtestet før tretrinsudgaven.
Fjerdetrinnet (Blok D) er 5,50 m højt, 3,70 m i diameter og har en RD-58 raketmotor, der drives af petroleum og flydende ilt. Petroleumstanken var af form som en badering og anbragt rundt om brændkammeret, ilttanken var en kugletank oven over. Fjerdetrinnet var udviklet af Tjelomejs rival Koroljov, som et femte trin på den enorme Nositel-1 måneraket (Д = D er det femte bogstav). Trinnet kontrolleres af satellitten og kan sende 4,3 tons i en geostationær transferbane, første gang d. 10. marts 1967. Denne udgave har været en guldgrube for Rusland efter Sovjetunionens opløsning, idet den har opsendt adskillige vestlige kommunikationssatellitter. Udgaven har også opsendt rumsonder til Månen, Mars, Venus og Halleys Komet.
I 1999 opsendtes Proton M, der er en på mange måder moderniseret udgave. Materialet er blevet slanket de steder, hvor stresspåvirkningerne er lave, raketmotorernes blandingsforhold er tættere på en fuldstændig forbrænding og fjerdetrinnet er udskiftet til Briz-M, der bruger samme brændstof som resten af raketten. Den har en S5.98M raketmotor. Førstetrinnets 6 raketmotorer er udskiftet til RD-275. Endelig er underleverandørerne i Ukraine udskiftet med russiske fabrikker. Proton M kan således opsende 21 tons i lav jordbane men da hydrazin er et ringere brændstof, kan Briz-M kun sende 2,9 tons i en geostationær transferbane. Fordelen ved hydrazin og N2O4 er at det kan opbevares i rakettankene i flere måneder før brug og at det er hypergolisk (brænder uden tændsats). Ulempen er at det er yderst giftigt. Der er planlagt opsendelse af ni vestlige kommunikationssatellitter i 2007.

## Diverse nyttelaster
- Glonass navigationssatellitter 1982-
- Raduga geostationære kommunikationssatellitter, 1974-
- Gorizont Tv-satellitter, 1978-
- Zond 4-8, 1967-70
- Luna 15-24, 1969-76
- Mars 2-7 & 96, 1969-96
- Venera 9-16, 1975-84
- Fobos 1&2, 1988
- TKS/VA mini-rumfærger to opsendt ad gangen, 3 gange 1976-79 (ubemandet)
- 9 Saljut rumstationer, 1971-82
- Mir rumstationen, 1986
- Kvant-modul til Mir, 1987
- Kvant 2-modul til Mir, 1989
- Kristall-modul til Mir, 1990
- Spektr-modul til Mir, 1995
- Priroda-modul til Mir, 1996
- Zarja-modul til ISS, 1998
- Zvezda-modul til ISS, 2000
- Integral {\displaystyle \gamma }-observatorium, 2002